# Reformierte Kirche Portein

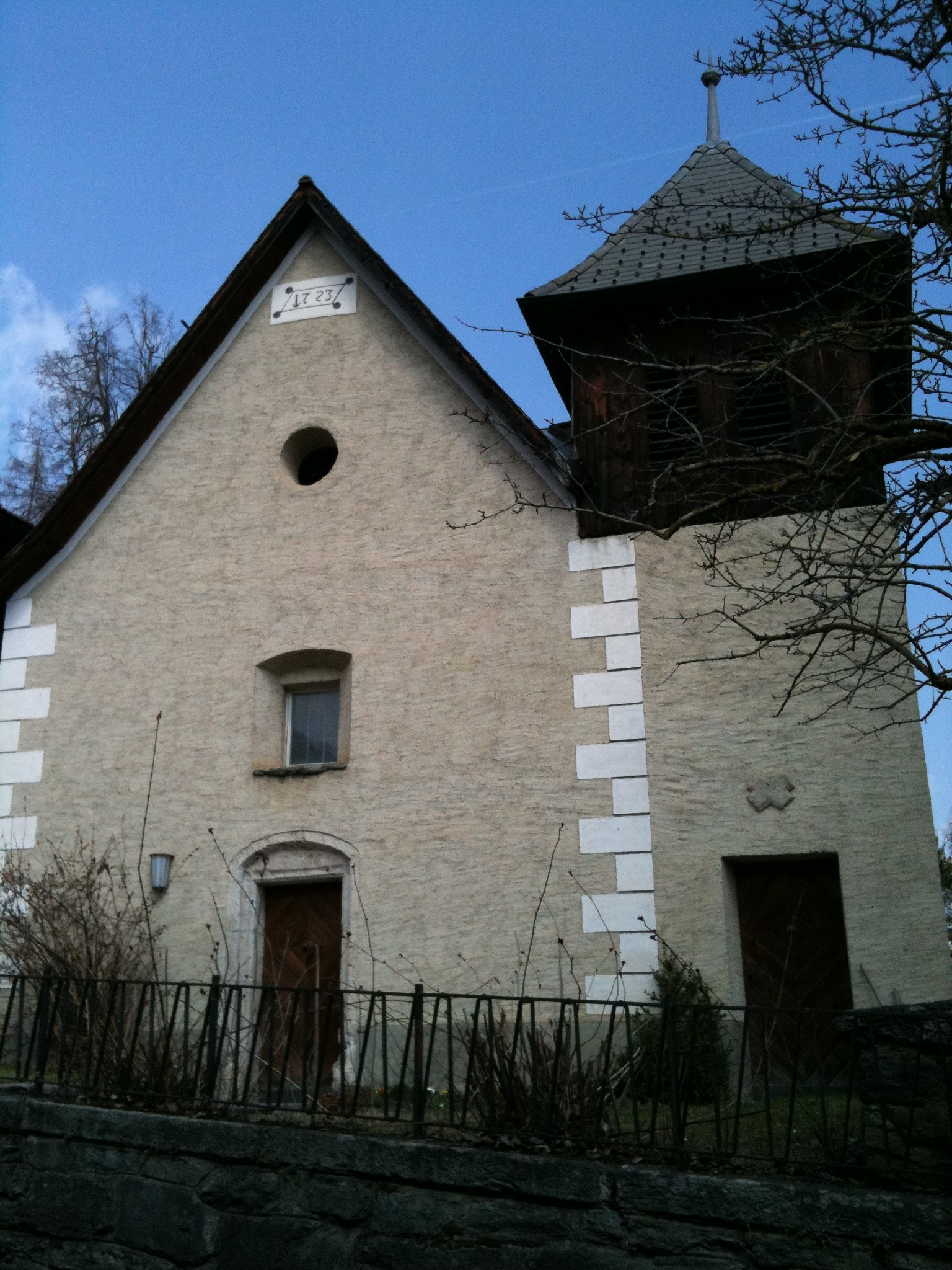
Reformierte Kirche Portein

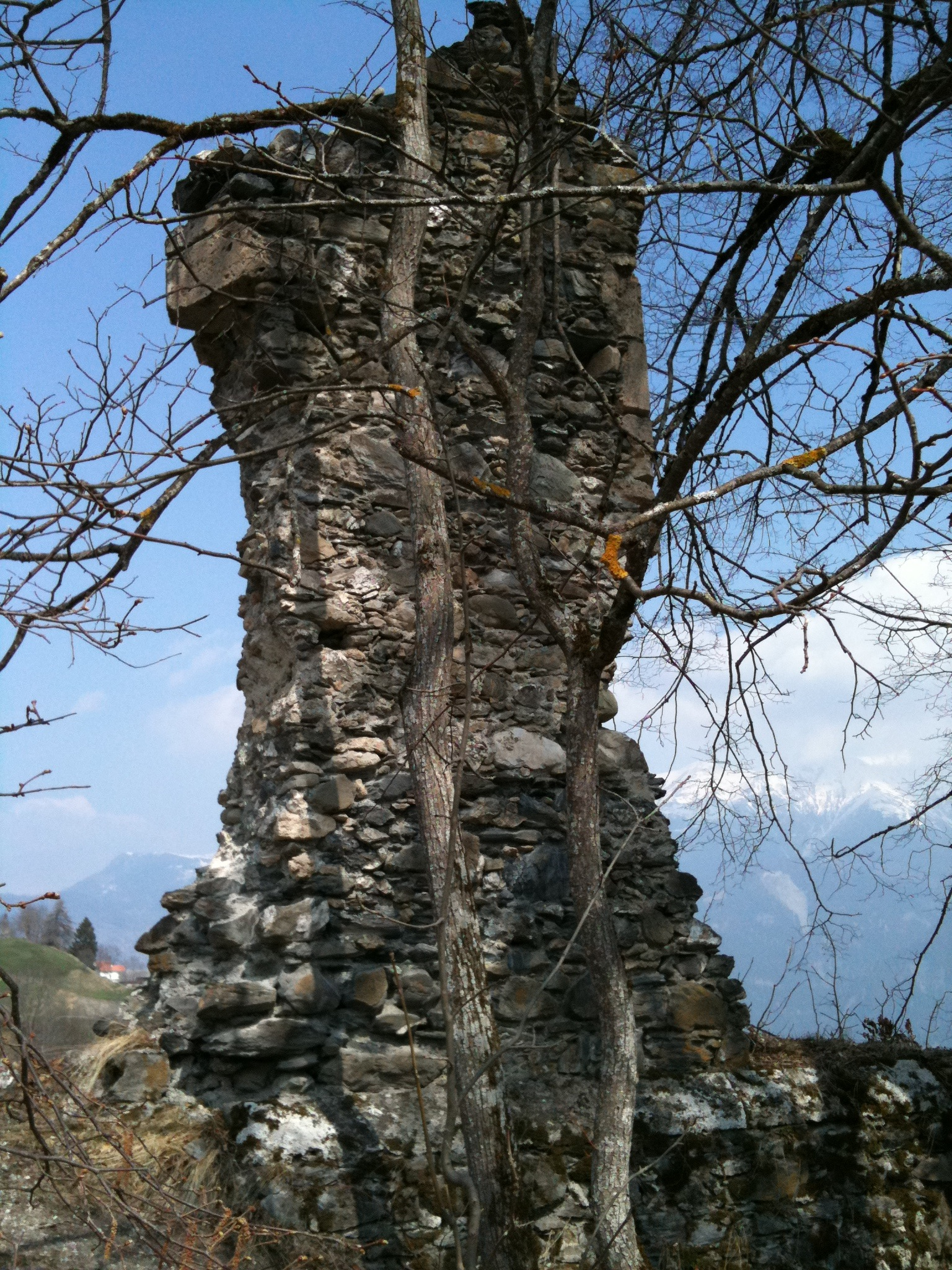
Ruinen der Galluskirche

Die reformierte Kirche in Portein am Heinzenberg im Domleschg ist ein evangelisch-reformiertes Gotteshaus unter dem Denkmalschutz des Kantons Graubünden.

## Geschichte und Ausstattung
Die heutige Porteiner Kirche wurde 1723 als Nachfolgebau des unter dem Patrozinium des heiligen Gallus geweihten mittelalterlichen Kirchengebäudes errichtet. Dieses stürzte nach jahrelanger Unterspülung des Fundaments in das Tobel. Heute sind noch Reste der Bausubstanz zuoberst auf der Anhöhe vor der Schlucht zu sehen, während die neue Kirche ins Dorf hinein versetzt wurde.
Die Porteiner Kirche ist eine Saalkirche mit nur angedeutetem, quadratischen und leicht erhöhten Chor. In dessen Mittelpunkt steht ein Taufstein, der auch als Abendmahlstisch dient. Die Kanzel ohne Schalldeckel ist links angebracht, das Harmonium, das die Orgel ersetzt, rechts.

## Kirchliche Organisation
Die Evangelisch-reformierte Landeskirche Graubünden führt Portein als der Kirchgemeinde Ausserheinzenberg. Die Kirchgemeinde Ausserheinzenberg steht in enger Pastorationsgemeinschaft mit Cazis und in loser mit Thusis.